# خاندان ضرابی
خاندان ضرابی شهر کاشان از خاندان‌های بزرگ کاشان هستند که جد اعلای ایشان انوشیروان دادگر است.
عبدالرحیم کلانتر ضرابی معروف به سهیل کاشانی در کتاب تاریخ کاشان سرسلسه این خاندان را تا ۳۲ پشت از امیر غیاث بیک تا انوشیروان به شرح زیر آورده‌است:
امیر غیاث بیک بن امیر صفی قلی خان بن امیر شاه بنده خان بن امیر کنعان بیک بن امیر بهروز بن امیر شاهوردی بیک بن امیر قلیج خان بن امیر شیخ احمد خان بن امیر نظر علی خان بن امیر سلطان علی خان بن امیر حاجی خان بن امیر ولی خان بن امیر محمود خان بن شاه منصور بن امیر بهلول بن امیر جمشید بن امیر ابراهیم بن امیر احمد خان بن ملک طاهربن امیر شمس الملک بن ملک صالح بن ملک یحیی بن ملک جعفر بن ملک سلیمان بن ملک محمد موسی بن ملک محمد عیسی بن امیر محمد موسی بن یحیی برمکی و هو ابن قباد بن شاه خوران بن شاه اردوان بن هرمز ابن انوشیروان عادل
امیر غیاث بیک (متوفی ۱۱۴۶) پسری داشت به نام امیر شریف بیک دنبلی معروف به عباس منظورخان ضرابی که او هم پسری داشت به نام امیر فاضل بیک که پدر آقامحمد دنبلی ضرابی پدر فتح علی خان صبا است. پسر دیگر آقامحمد دنبلی ضرابی، میرزا محمدعلی خان وزیر لطفعلی خان زند بود که پدر میرزا احمد کاشانی متخلص به صبور است و محمد تقی بهار از نوادگان وی می‌باشد.
بنابر کتاب مرآة‌القاسان در سنه یکهزار و هشتاد و پنج هجری امیر غیاث بیگ پسر علیخان سردار سپهسالار رکاب شاه عباس دوم بود، وی از سوی شاه عباس مسئول اداره‌ی نواحی نیاسر کاشان، نصرآباد... شد، پس از او مسئولیت اداره‌ی ضرابخانه کاشان به پسرش امیر شریف بیگ عباس منظورخان ضرابی (امین‌الضرب کاشان) سپرده شد. فتحعلی‌خان ملک‌الشعرا متخلص به صبا نیز در حدود کاشان، نطنز و جوشقان غالی مامور بود، آقا محمدخان ضرابی نیز از کارگزاران دیوان اعلی در کاشان بود و پنج پسر به نامهای آقا شریف کاشی، رضای نایب‌الایاله کاشی، میرزا محمدعلی‌خان کاشی، فتحعلی‌خان صبای کاشانی، آقا مهدی وکیل‌الرعایای کاشی داشت. (تاریخ کاشان. ایرج افشار. ص: ۳۲۳)
آثار مرتبط:
کتاب مرآة‌القاسان یگانه اثر با اطلاعات دقیق و نفیس درباره‌ی تاریخ و جغرافیا و خاندان‌ها و رجال شهر باستانی کاشان است که به درخواست و سفارش مرکز مملکت، به تشویق مانکجی لیمجی هاتریا زردتشتی پارسی از حاکم کاشان جلال‌الدین میرزا احتشام‌الممالک در قرن سیزدهم هجری نوشته شده است. نسخه‌ای از کتاب به کتابخانه موزه بریتانیا The British Library تعلق دارد،  نسخه‌ی دیگری نیز در موسسه‌ی کاما Cama Oriental Institute نگهداری می‌شود.
همچنین اعتمادالسلطنه صنیع‌الدوله از کسانی که اطلاعات کثیری را گرد آورد و اثری هشت جلدی درباره فرهنگ ایران پدید آورد که در کتابخانه سلطنتی نگهداری می‌شد (ایرج افشار، تاریخ کاشان).
پیشینه و خاستگاه:
خاستگاه نیاکان خاندان ضرابی از استخر و پیرامون مرودشت و پارس بود، زمانی در ناحیه‌ی بلخ نیز زندگی کردند.
خاستگاه این دودمان پارس آورده شده است،  گرچه زمانی در غرب ایران و در تیسفون، زمانی در شمال غربی ایران در آمدیا و زمانی نیز در شمال شرق ایران زندگی کرده‌اند.
شجره نامه سلسله علیه ملک الشعرا صبا (طایفه ضرابی)
خاندان ضرابی (صبای کاشانی) که از معتبرترین و با اصالتترین و خوشنامترین خاندانهای ایرانی‌اند به پردیان نیز مشهورند، نجبای این خاندان اصیل از قدیم در قلعه دنبل که بوسیله شاه کیکاوس کبیر احداث شده بود و چهار هزار و سیصد سال قبل از دولت اسلام پشت به پشت داشته اند همیشه ممدوح شعرا و مطلوب روزگار بوده اند. در کتابهای تاریخ اخشیدی، تاریخ شاه طهماسب، تاریخ شاه اسمعیل صفوی، شرف نامه، تاریخ ظفرنامه تیموری، جهان نمای ترکی و فتوحات مکیه محی الدین اعرابی و مفاتیح ملاحسین میبدی، تاریخ الفی، تاریخ آداب ملوک ملک ناصر... از این خاندان که بازماندگان سلسله شاهان ساسانی هستند و جد اعلای ایشان به انوشیروان عادل میرسد یاد شده است و دارای شجره نامه مکتوب قدیمی تایید شده هستند. 
در کتاب تاریخ آداب ملوک ملک ناصر آمده است در کوه سنجران دژی است که این تبار در آن مسکن داشتند و در تاریخ ظفرنامه مسطور است کیکاوس که در زمان او حکمت به کمال رسید از مهندسی خواست  تا قلعه ای و عمارت و باغستان در میان آن قلعه احداث کرد.
موافق تاریخ هفت اقلیم و الفی جاماسب ملقب به اردوان شاه پسر هرمز است و توسط بهرام چوبین تربیت یافته است. خسرو پرویز که به سلطنت رسید او را برمک لقب داد و متولی نوبهار کرد و فرمانروایی بلخ، کابل، سند، مکران و فرغانه... بدست او سپرد.
گشتاسب ملقب به خوران شاه پسر اردوان، موافق تاریخ هفت اقلیم یکصد هزار نفر از بزرگ زادگان عجم گرد او جمع بودند.
(تاریخ کاشان) 
برخی از شخصیتها و چهره های معروف این خاندان
نسلهای دوره های نخست، قاجار و پهلوی اول و دوم: امیر مرتضی قلی خان، ژنرال امیر شریف بیگ عباس منظورخان ضرابی، مارشال امیر فاضل بیگ، آقامحمدخان ضرابی، ملک الشعرا فتحعلی خان صبا، ملک الشعرا محمدحسین خان عندلیب، ملک الشعرا محمود خان شریف، دکتر میرزا محمدخان  صدر الحکما (همسر پرنسس بیگم رکنی)، دکتر حسام الدین کامیار، دکتر ابوالقاسم صبا کمال السلطنه، ابوالحسن صبا، میرزا علی خان، میرزا مهدی خان، میرزا احمد خان، میرزا محمدخان ندیم باشی خجسته، غلامرضا حسین خان صبا، تیمسار محمد حسین خان بشارت الدوله (سرتیپ اداره تلگرام در مشهد)، دکتر محمد حسن خان ملک الحکما (اعزامی به مشهد و سیستان در زمان پاندمی)، دکتر فتحعلی خان صبا مسیح السلطنه، بابا خان، ابوالقاسم خان فروغ، میرزا ابوطالب، دکتر میرزا ابوالقاسم، محمد علی خان کاشی، محمد خان، میرزا احمد صبور، میرزا محمد باقر، ملک الشعرا میرزا محمد کاظم صبوری، محمد تقی بهار، میرزا حسن خان، دکتر میرزا زین العابدین خان ضرابی (حافظ الشعرا، موتمن الاطبا- پزشک در تهران و مشهد)، حسین قلی خان، ژنرال امیر شهباز خان اول پسر مرتضی قلی خان اول، عبدلله خان ضرابی، میرزا زین العابدین، میرزا مهدی خان، میرزا صادق خان، مولانا علی ضرابی، عبدالرحیم ضرابی (متخلص به سهیل کاشانی و کلانتر تهران)، نبیل الدوله (سفیر ایران در امریکا)، حمیده ضرابی  (شاعر و مادربزرگ سهراب سپهری)، فاخره صبا (موسیقی کلاسیک-اپرا)، مهرداد بهار، ملک هوشنگ بهار (بنیادگذار کالج تامپکینز کورتلند ایالات متحده)، سر لشگر ابراهیم ضرابی، علی صبا، حسین صبا، رکسانا صبا، پدرام صبا (از هنرمندان)، ژاله ضرابی فرزند سرلشگر ابراهیم ضرابی (نماینده مجلس کاشان- متوفی در انگلستان)، هما ضرابی فرزند سر لشگر ابراهیم ضرابی ( نیکوکار و آموزگار ولیعهد)، حسین ضرابی (نیکوکار-صنعتگر، تاجر و کارآفرین)، محمّد ضرابی (مهندس و صنعتگر-م کاشان)، دکتر تیرداد ضرابی فیزیوتراپیست و پیشکسوت این شاخه پزشکی، دکتر اصلان ضرابی روانپزشک (فرزند نوابه غفاری)
...
شمار زیادی از افراد نسل معاصر مهاجرت کرده اند.
نکته‌هایی در باب این خاندان:
محمودخان ملک‌الشعرا، صبا تخلص نمی‌کرد؛ صبا تخلص پدربزرگ وی بود، محمودخان ملک‌الشعرا نقاشی‌های خود را با عنوان شریف و بنده‌ی درگاه محمود امضا می‌کرد.
محمودخان شریف خود زاده‌ی تهران بود، اما نیاکان وی، مشهور به طایفه‌ی ضرابی سالها پیش در کاشان مستقر بودند، بنابراین از فرهنگ منطقه‌ی آمدیا و به ترکی diyarbakir به دور بودند.
محمّد ضرابی یا محمدخان ضرابی بازیگر فیلم صامت آبی و رابی (اولین فیلم صامت سینمای ایران) از این خانواده است. او با بازی در این فیلم در زمره پیشکسوتان سینمای کلاسیک ایران جای گرفت. او همچنین در مدرسه‌های فرانسوی، مدرسه ژاندارک، الیانس... درس می‌داد.
پیوندهای خانوادگی
بزرگزاده کاشانی آقامحمدخان ضرابی>رضا نایب الایاله دنبلی میرزاده>میرزاجعفر (او یک برادر به نام صادق داشت)>عبدلله>حاجی محمد 
میرزا صادق فرزند رضا نایب الایاله جد میرزا عبدالرحیم کلانتر پدر نبیل‌الدوله، حمیده ضرابی مادربزرگ سهراب سپهری بود. 
حاجی محمد ضرابی تنها پسر عبدلله فرزندی به نام حسین داشت. 
عبدالرحیم ضرابی معروف به کلانتر تهران، محقق، شاعر، نویسنده، نقاش بود، نقاشیهای دیواری آرامگاه شاهزاده ابراهیم در کاشان کار اوست.
مرضیه گِیل (نویسنده) زاده ۱۲۸۷ خورشیدی، نوه‌ی عبدالرحیم ضرابی، و فرزند میرزا علی‌قلی خان نبیل‌الدوله زاده ۱۲۵۸ خورشیدی، از نوادگان خواجه رضا نایب‌الایاله کاشی (که از علاقمندان به مسلک لاادریه خوانده میشد) از دیگر چهره‌های این خاندان است، او با همسر پزشک علاقه‌مند به ایران به مناطق دور افتاده و محروم سفر می‌کرد و به درمان مردم نیازمند می‌پرداختند.
«از خاندان صبا خانواده‌های چندی به جای ماند که همه فضلا و شعرا و بزرگانند مانند فروغ، عندلیب، محمودخان، میرزا احمد صبور، خجسته و گروهی دیگر از فضلا که هم اکنون در قید حیاتند و این خاندان را میتوان اولین خاندان بزرگ ادبی ایران شمرد که سلسله ٔ نسب آنان ازعهد قدیم تا امروز به هم پیوسته و دارای ریاست و جلالت و بزرگی و هنراند». دهخدا
همچنین ارتباطی میان خاندان‌ ضرابی کاشان، خانواده‌های صبور کاشانی، سپهر کاشانی (لسان‌الملک)، غفاری کاشانی و شیبانی کاشانی که همگی اهل قلم بوده‌اند وجود دارد. (رجوع شود به کتاب تاریخ شیبانیه) 
گاهی در بین اصحاب قلم و هنر کسانیکه از میان هنرمندان که ارتباط بیولوژیکی دورتری دارند و یا حتی گاهی ارتباط غیر بیولوژیک دارند همچنین عضو افتخاری خانواده شمرده می‌شوند که پیوند منحصربفردی است و بدلیل اهمیتی است که خانواده بدون اینکه مجبور باشند به فردی خاص (که رضاعی یا فرزندخوانده نیست) می‌دهند.   
اماکن و بناها
املاک و مناطق مرتبط با خاندان ضرابی کاشان: باغ تالار و عمارت کوشک نیاسر معروف به خانه ضرابی ها ، خانه موتمن الاطبا عمارت ضرابی در تهران ، منزل سر لشگر ابراهیم ضرابی در تهران، کتابخانه ضرابی، آب انبار سر پله، دو تیرک ستون و منبر مسجد میرنشانه اهدایی از سوی آقا شریف ضرابی
برزن سر پله، آب انبار (امیر غیاث بیگ)، سرای گمرک (آقا شریف بیگ ضرابی)،...
کوی ضرابخانه کاشان یا راسته ضرابخانه در بازار کاشان (که در فهرست آثار ملی ایران ثبت شده است)، نزدیک مسجد میرعماد
فرهنگ و هنر:
هما ضرابی (زاده‌ی تهران) در مدرسه‌ای فرانسوی درس خواند و پس از پایان دوره دبیرستان، در اروپا درس خواندن را ادامه داد، وی بانی پروژه‌های فرهنگی و نخستین مدیر و مسئول فرهنگسرای نیاوران در زمان تاسیس و از چهره‌های فرهنگی خاندان ضرابی کاشان است، همچنین موسس کتابخانه تخصصی هنر و ایرانشناسی ضرابی (مجموعه کتاب‌ها و مجله‌های شخصی) در کاشان است و چندین بنای کهن به همت وی مرمت و بازسازی شده است.
هنرمندان معاصر و آثار هنرمندان
بهاره ضرابی هنرمند معاصر، اکتیویست اجتماعی از نوادگان رضا نایب‌الایاله است. سهراب سپهری شاعر و نقاش کاشانی نوه حمیده بانو ضرابی نیز از نوادگان خواجه رضا نایب‌الایاله است، جد پدری او نیز به مولانا علی ضرابی می‌رسد. عبدالحسین ملک‌المورخین سپهر داماد میرزا عبدالرحیم ضرابی کلانتر متخلص به سهیل است.
ادب معاصر:
زین‌العابدین موتمن (نویسنده) نواده‌ی دکتر زین‌العابدین‌خان ضرابی (موتمن الاطبا، پزشک و جراح مکتب تلوزان پزشک فرانسوی و فارغ‌التحصیل دارالفنون)
موسیقی مدرن:
در برابر آثار موسیقی کلاسیک و اپرای فاخره صبا،
سید ابوالحسن میرولی نوه‌ی دختری ابوالحسن صبا، و فرزند غزاله صباست، وی دانش‌آموخته‌ی دانشگاه‌های سوربن فرانسه و برکلی است و موسیقی جز فیوژن Jazz fusion درس می‌دهد.

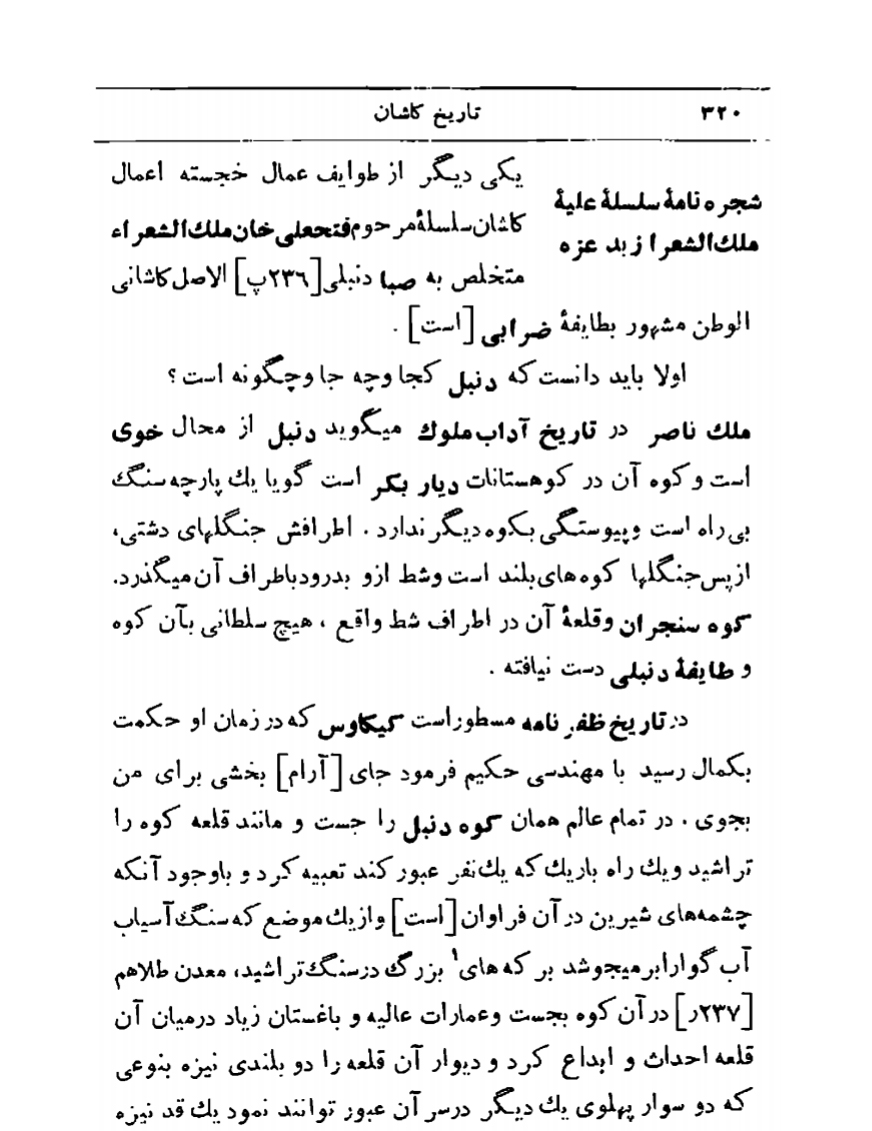

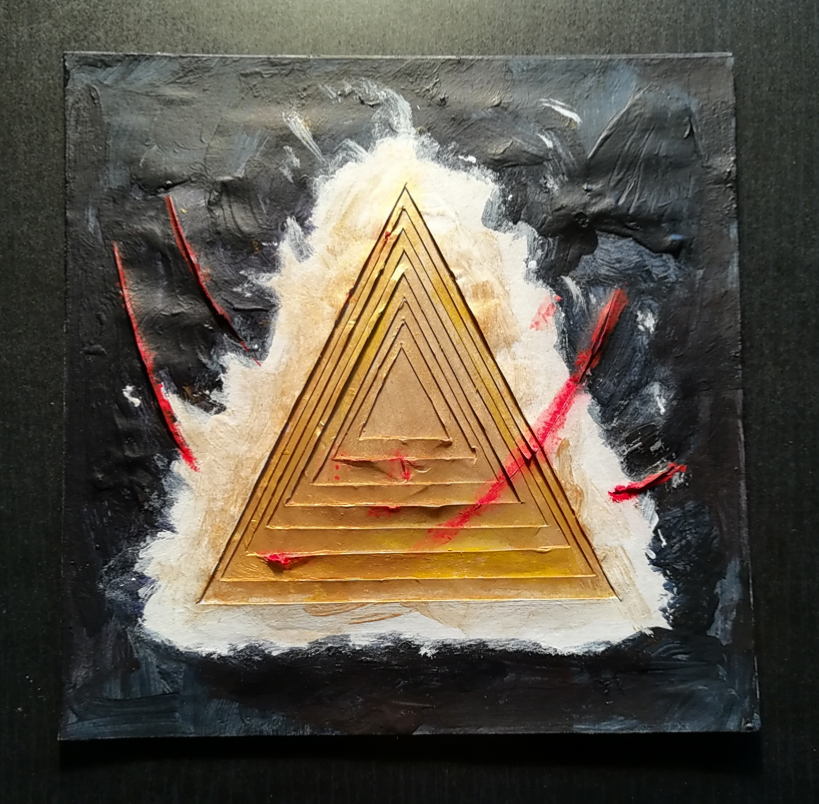

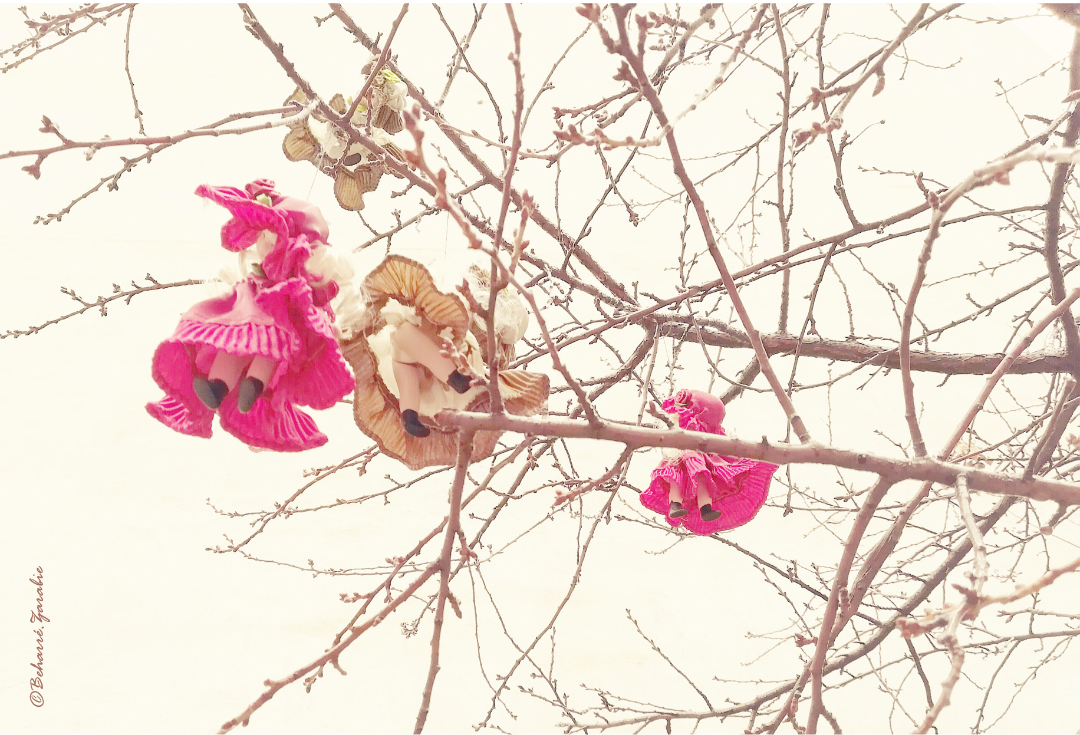

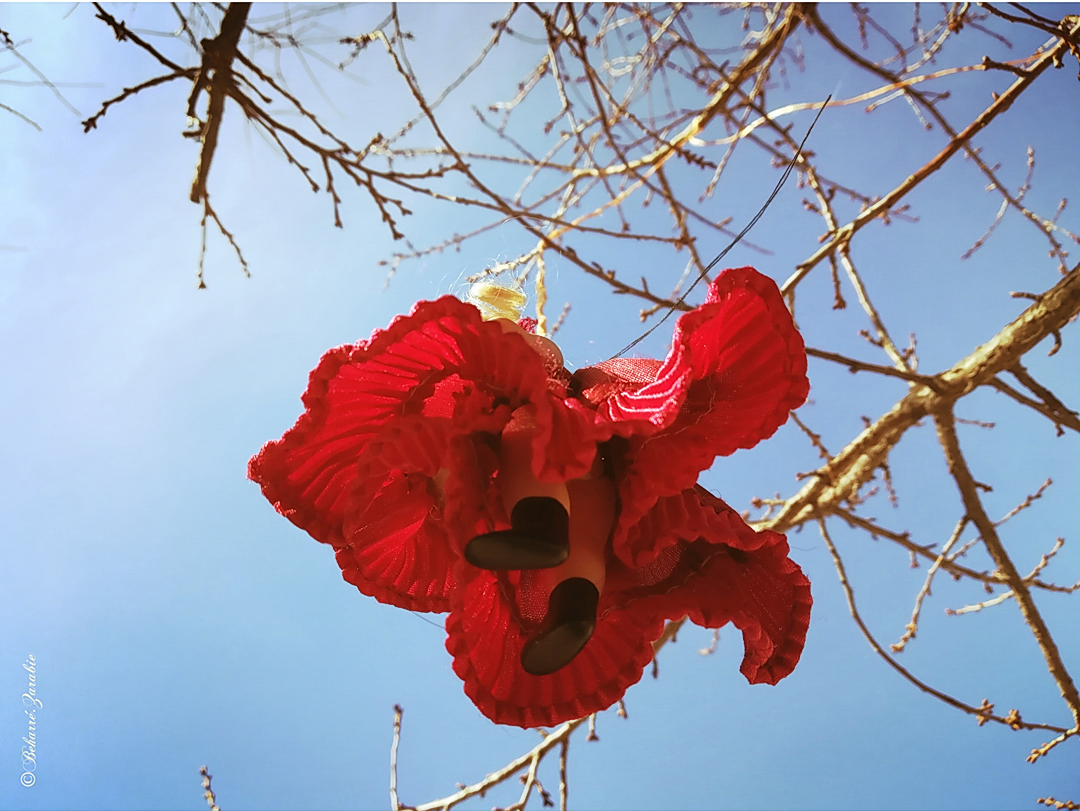

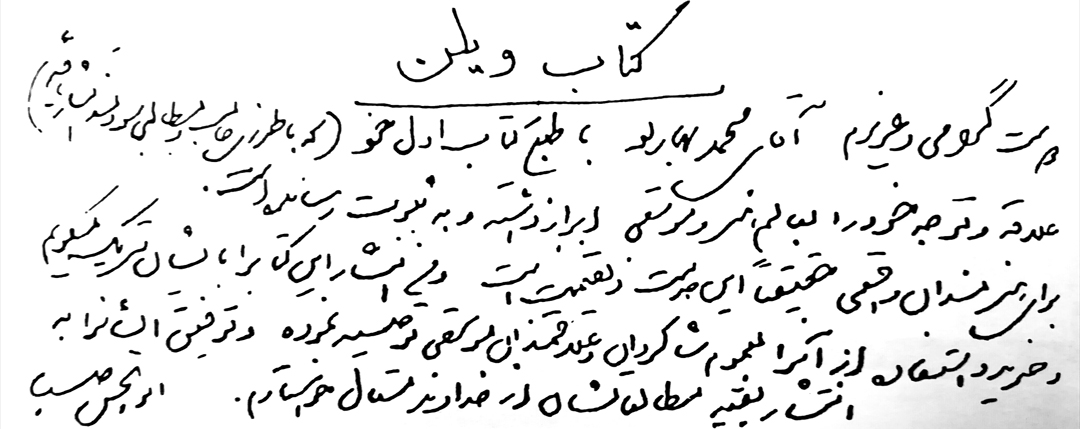

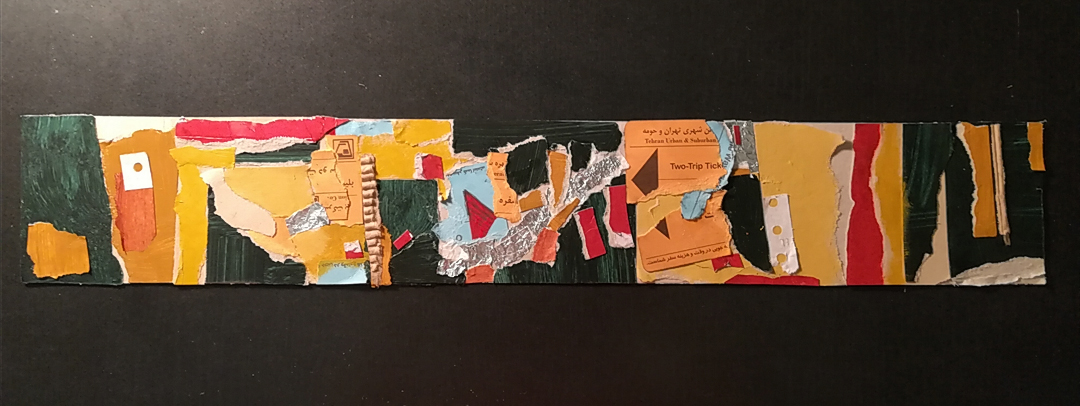

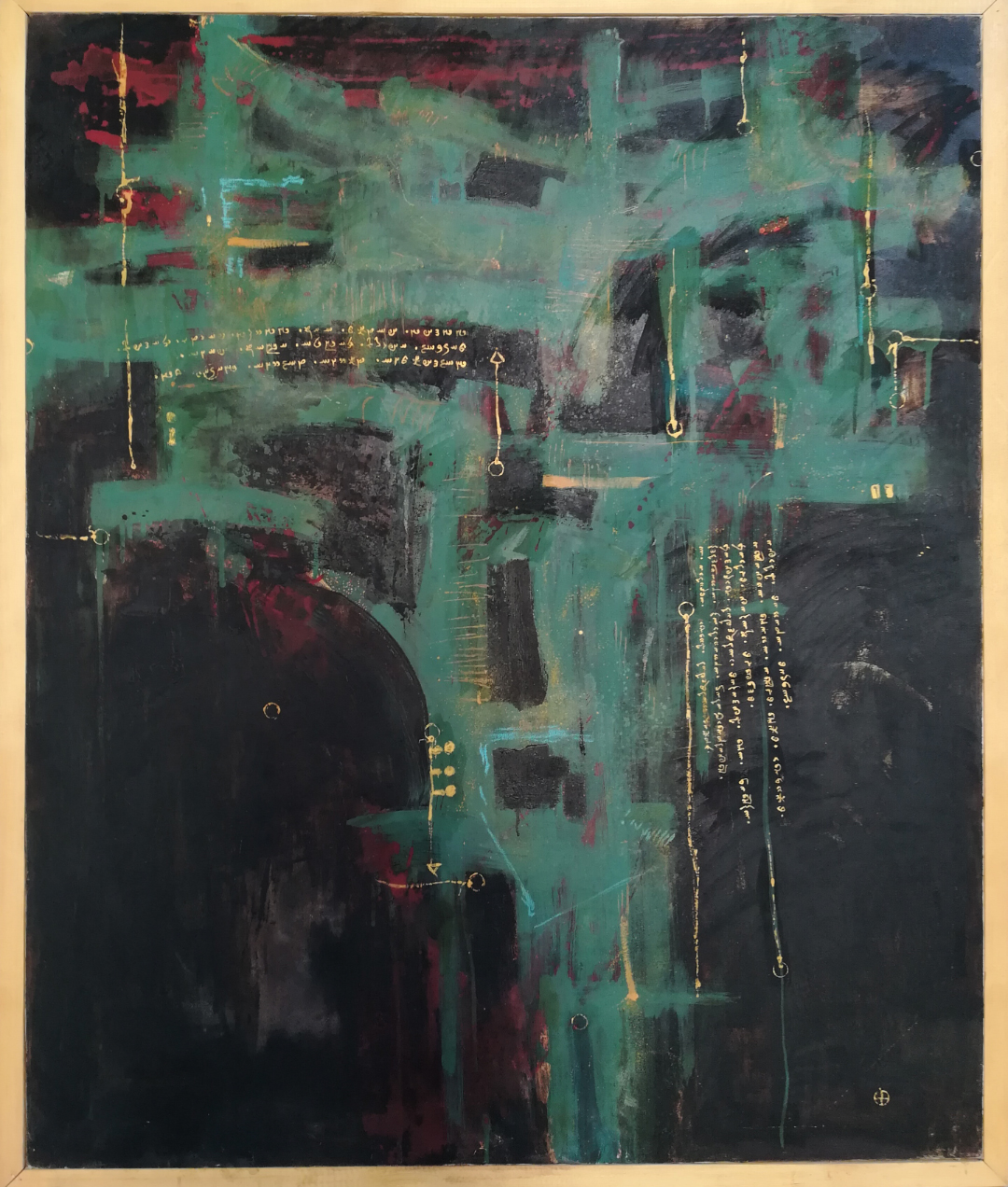

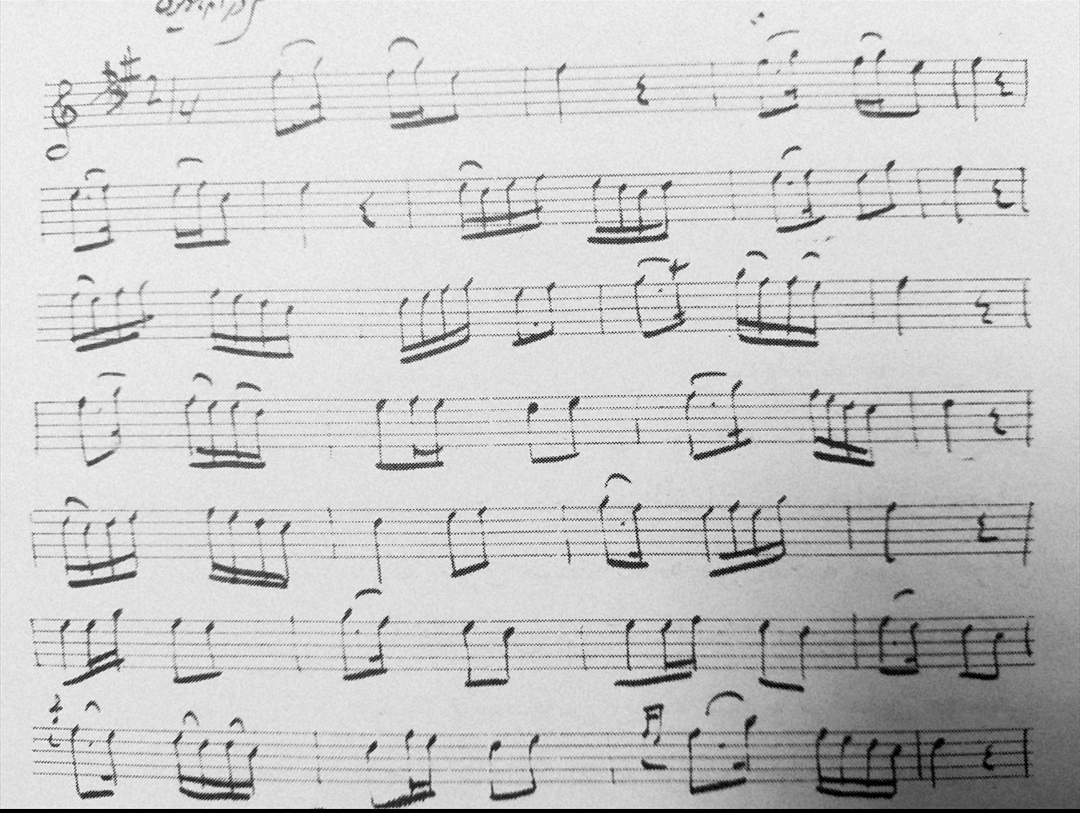

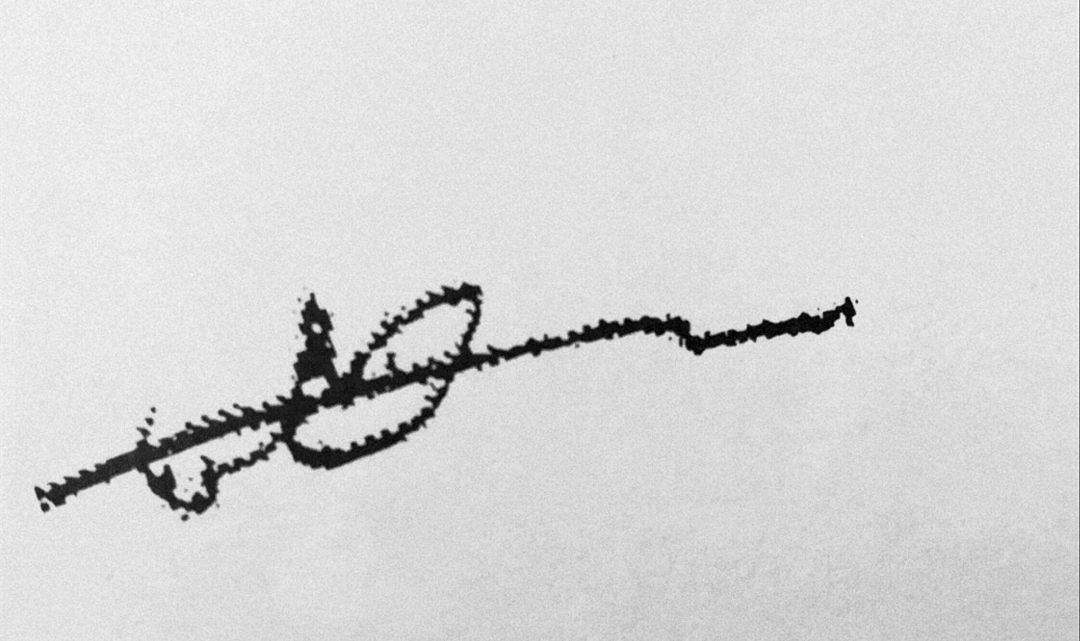

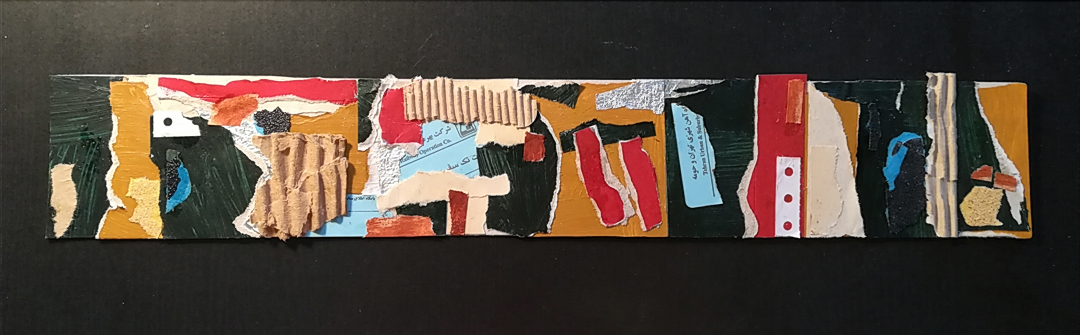

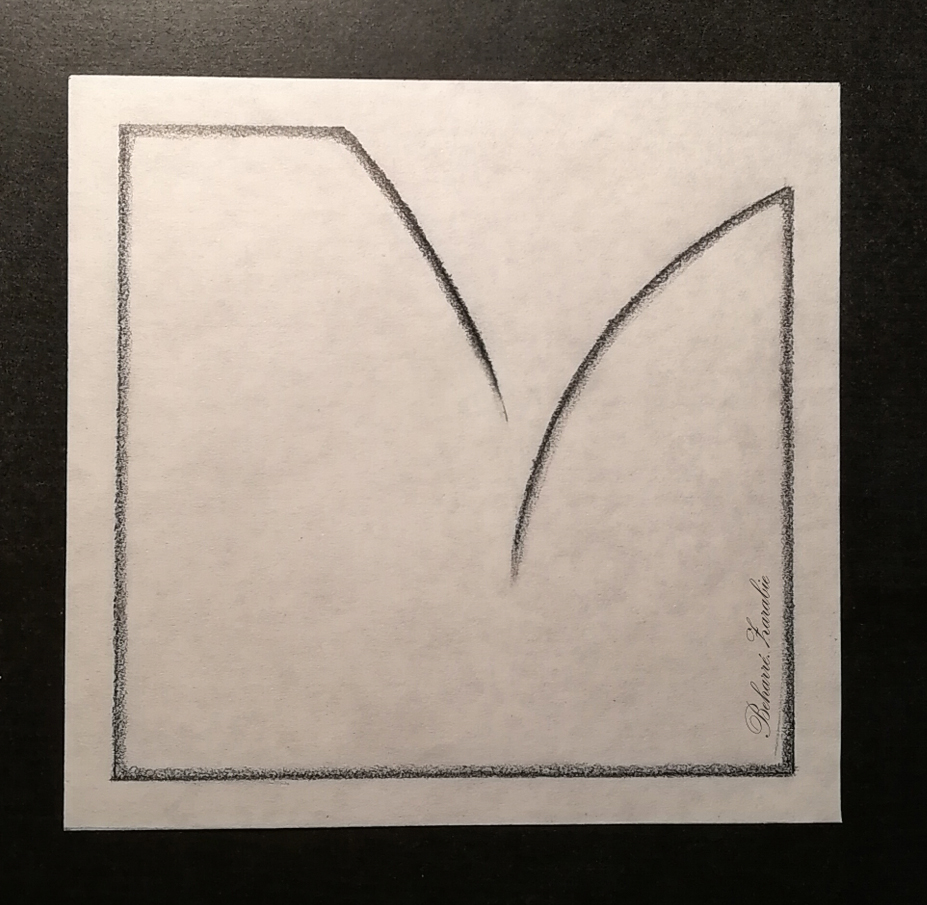

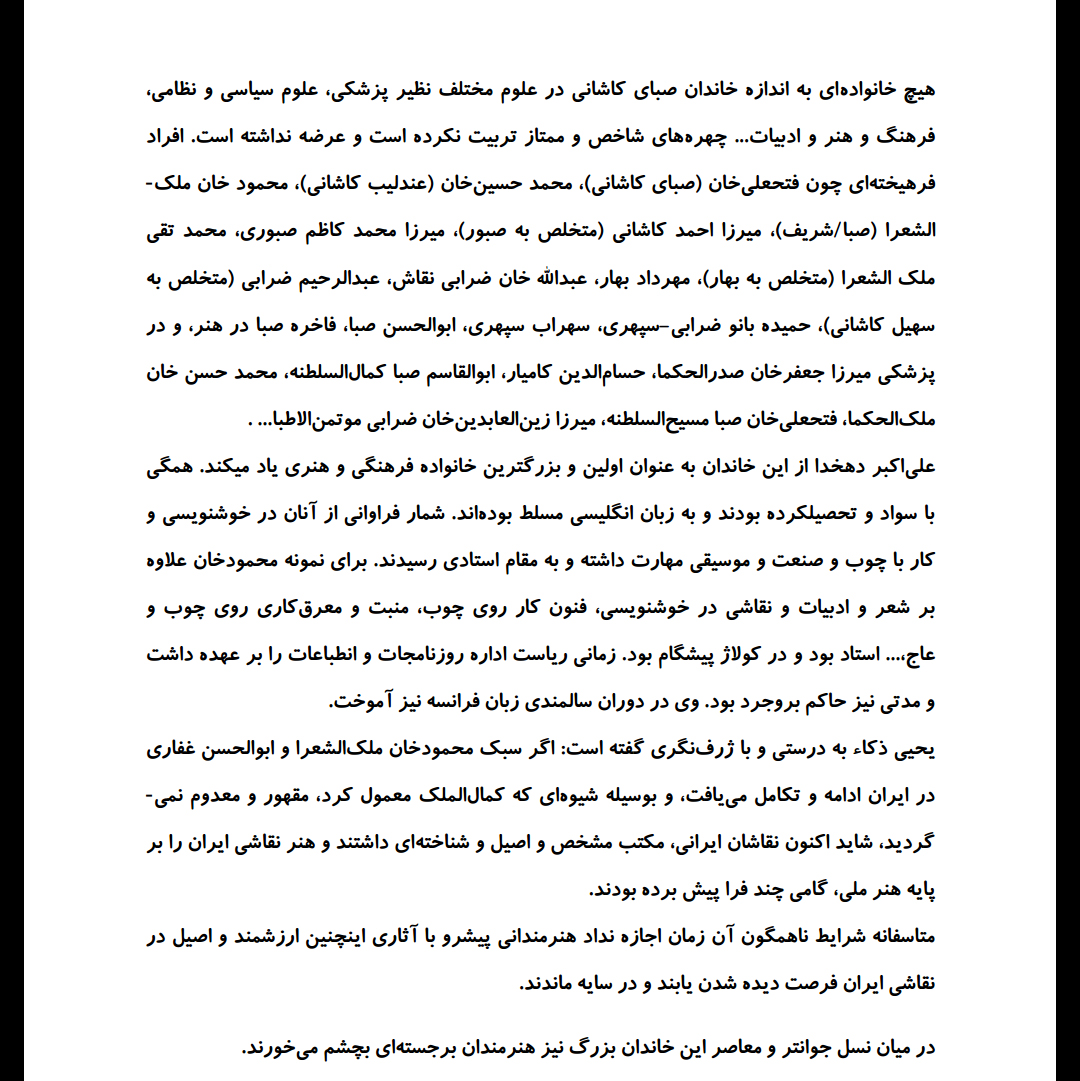

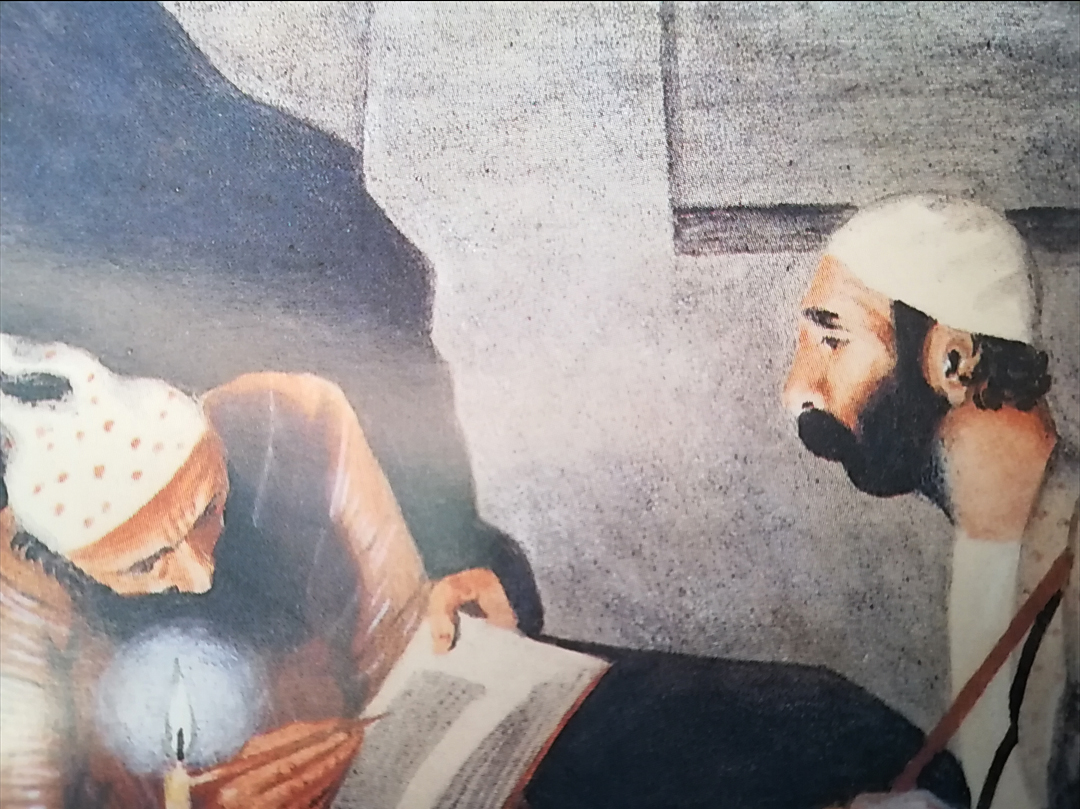

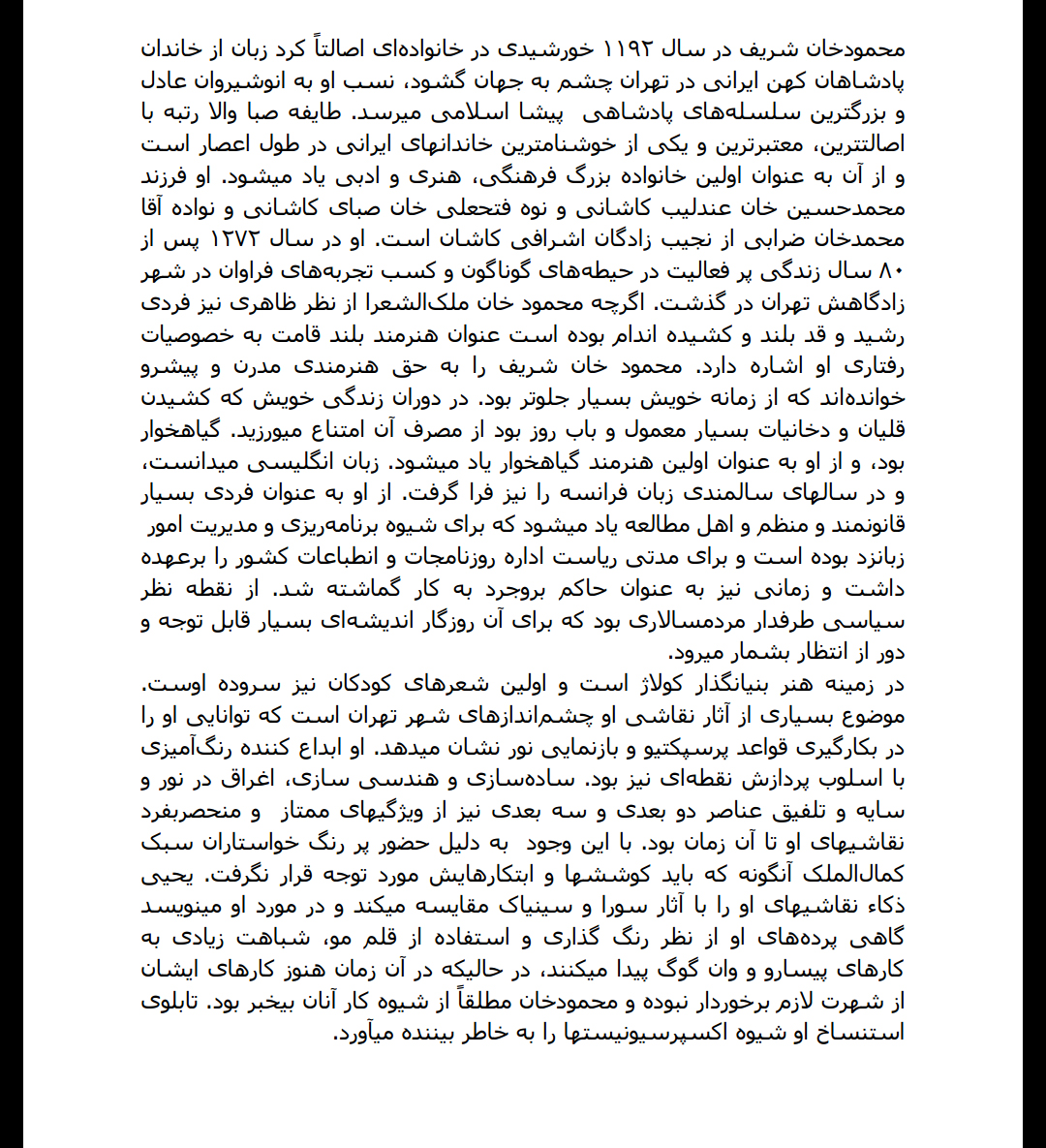

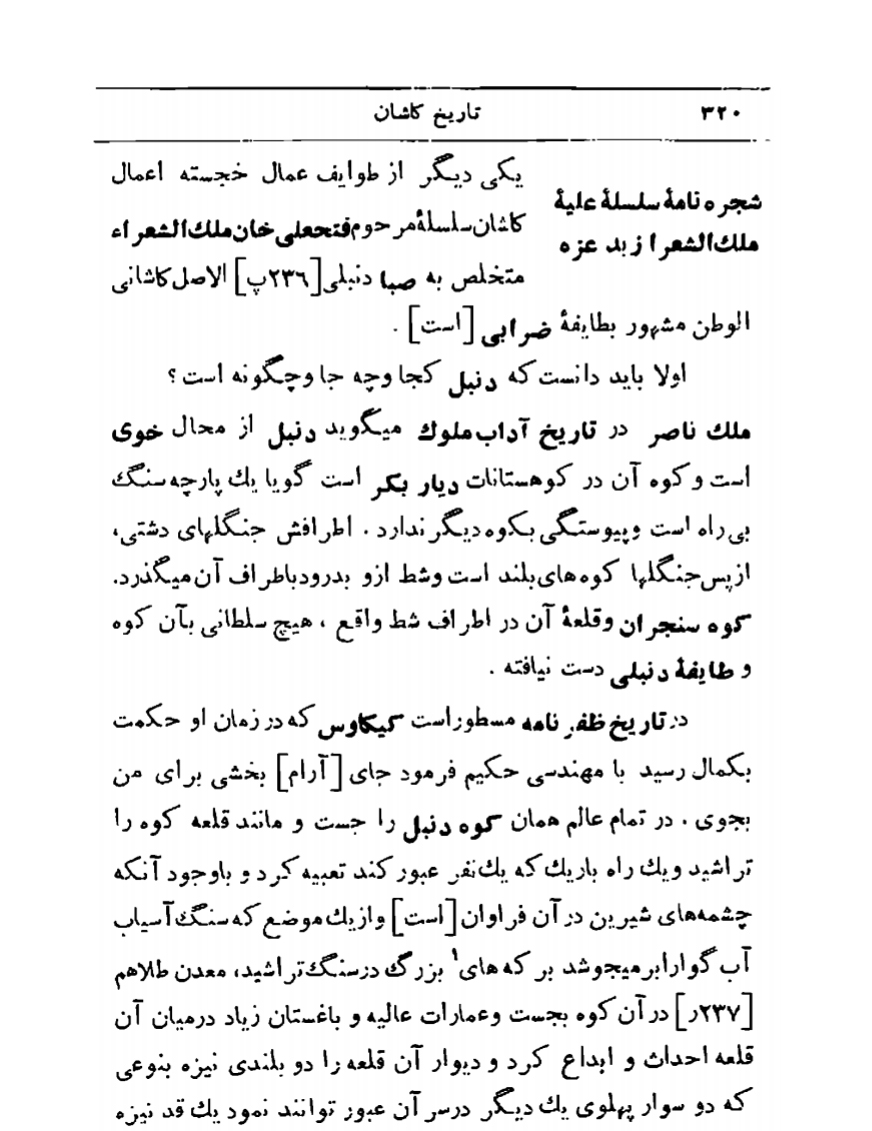

## افراد سرشناس
- انوشیروان
- هرمز چهارم
- یحیی برمکی
- امیر غیاث بیک
- آقا محمدخان ضرابی
- فتح علی خان صبا
- میرزا احمد کاشانی
- محمود ملک‌الشعرا
- ملک‌الشعرای صبوری
- محمدتقی بهار
- عبدالرحیم کلانتر ضرابی
- ابوالحسن صبا